# Vasúti Pályakapacitás-elosztó
Le Vasúti Pályakapacitás-elosztó (nom complet Vasúti Pályakapacitás-elosztó Korlátolt Felelősségű Társaság pour Bureau de répartition des capacités ferroviaires, société à responsabilité limitée, ou VPE), est un organisme propriété de l'État hongrois, ayant compétence à l'échelle nationale pour l'attribution des capacités du réseau ferroviaire du pays et pour la détermination des frais d'accès. Il est également responsable de la création et la publication des documents de références.

## Histoire
En 2004, pour respecter la politique européenne des transports ferroviaires, l'État hongrois est amené à créer un organisme, dénommé « Vasúti Pályakapacitás-elosztó (VPE) », indépendant de l'entreprise ferroviaire nationale (Magyar Államvasutak) et du gestionnaire de l'infrastructure, pour l'attribution des capacités de son réseau ferroviaire et la détermination de ses frais d'accès,. La société est ensuite rachetée par la Hungarian Privatization and State Holding Co. et devient une entité privée.
En 2004, le VPE lance une première application web (MELINDA) pour permettre les commandes d'attribution de lignes via internet. En 2006, une nouvelle base de données (TAKT) est mise en service.  Depuis 2007, le VPE n'accepte plus que les commandes d'attribution de lignes envoyées via son application web. Entre 2004 et 2007, le nombre de commandes traitées est passé de quelques centaines à près de 10.000 par mois.

## Affiliation
VPE est affilié, comme membre ou partenaire, à différents organismes ferroviaires, notamment : le RailNetEurope, l'Agence ferroviaire européenne, l'Union internationale des chemins de fer et la Communauté européenne du rail.